# سقوط توربسل
سقوط توربسل در سال ‍‍‍۱۱۵۱ زمانی رخ داد که ترک‌ها توربسل و سایر دارایی‌هایی را که ژوسلین دوم به تازگی به بیزانسی‌ها واگذار کرده بود، تصرف کردند.  
پس از سقوط ادسا ژوسلین دوم توربسل را پایتخت جدید خود قرار داد.  او در سال ۱۱۵۰ توسط نورالدین زنگی به اسارت درآمد و همسرش بئاتریس دو سائونه مسئولیت را به دست گرفت، اما او مجبور شد توربسل و سایر دارایی‌های خود را به بیزانسی‌ها واگذار کند.  
در بهار ۱۱۵۱ نورالدین با مسعود یکم متحد شد و به سرزمین‌های بیزانس حمله کرد و تیمورتاش و قرا ارسلان به آنها پیوستند. پادگان‌های بیزانسی قادر به مقاومت در برابر حملات نبودند و در نتیجه تیمورتاش اکنون در بیرا، ساموستا، کافرسود، خوروس و قالات الروم، مسعود در عینتاب و دولوک و نور الدین در اعزاز، سیروس، کراک دس شوالیرز، تل خالد، راوندان، حصن کرزین و نهرالجوز حکومت می‌کرد.  همچنین توربسل، برج الریساس و کفارلاتا نیز به دست ترکان افتاد. 